# Terorističke ćelije
Terorističke ćelije jedna je od metoda terorističkog djelovanja.
Sam princip i način organizacije, daju jako malo mogućnosti proučavanja istog. No ipak, osnovni princip djelovanja organizirane terorističke ćelija je relativno jednostavan. Dijeleći veliku organizaciju u mnogo multipersonalnih grupa te dijeleći informacije unutar svake ćelije po potrebi, veća organizacija ima veće šanse za preživljavanje u slučaju da je bilo koji od njenih dijelova kompromitiran. 
Anarhisti i revolucionari u Rusiji, Irskoj, Francuskoj, Njemačkoj i Švicarskoj su prihvatili organizaciju ćelija 1880-ih kao i komunistički pokret krajem 19. stoljeća. Razlog tome je upravo bilo to da je za vladine snage jako teško prodrijeti unutar iste. 
Al-Kaida je također organizirana u ćelije. Hipotetski slučaj da američka obavještajna zajednica infiltrira u jednu od ćelija, sve što bi mogli saznati jesu samo datum napada no ne i metu, vrijeme ili način napada. U obzir treba uzeti i činjenicu da ćelije imaju mogućnost ad-hoc djelovanja, te samim time otežavaju mogućnost nadziranja. Ćelija koja planira za jednu operaciju može biti ćelija koja će napadati u sljedećem.
Organizacijska struktura putem ćelija ima ograničen broj načina financiranja s obzirom na strukturu međusobne povezanosti ćelija unutar organizacije, te imaju ograničen broj tehnika putem kojih mogu privući pažnju javnosti i vodstva. Najčešće korištena tehnika su bombe. 
No ipak, sama struktura im omogućava "spontano" djelovanje, te mogu biti jako nepredvidivi. Također i sami članovi organizacije su "informcijski ograničeni" zbog činjenice da je najvjerojatnije samo jedna osoba zadužena za kontakt sa širom organizacijom.

## Vrste
- "Planirajuće"ili "podržujuće" ćelije mogu imati manje od 10 članova, odgovorne primarno za prikupljanje sredstava. Također mogu biti odgovorne za pomaganje egzekucijskih ćelija na način da im osiguravaju vozačke dozvole, novac, kreditne kartice, i sl., kao i osiguravanje materijala za proizvodnju bombi. Članovi "spavača" ili "podmorničke" ćelije mogu živjeti u zemlji meti godinama, radeći ništa sve do njihove aktivacije.

- "Egzekucijeke ćelije" dolaze do izražaja u posljednjim stadijima napada. Oni će iskoristiti resurse koje su im omogućile druge ćelije.

## Operacijski komandanti
"Operacijski komandanti" mogu doći samo u zadnji tren prije napada. Oni mogu biti jedina veza između lokalnih ćelija i šire organizacije. Ne mora osobno provoditi akciju, obično napuštajući zemlju prije samog napada. To su ljudi sa završenim fakultetima, multilingvisti, kompjuterski pismeni te su većinom svi na slobodi. 